# Kehilan Ajuz
Kehilan Ajuz est un étalon arabe, fondateur d'une lignée réputée pour son endurance et sa résistance, la lignée Kehilan. D'après la légende, il est issu de l'étalon Hoshaba et de la jument Ajuz.

## Définition
Le nom « Kehilan Ajuz » est employé pour se référer à une très vieille lignée de chevaux Pur-sang arabe, remontant aux temps pré-islamiques.
Les origines du cheval arabe sont mal connues. De nombreuses légendes tentent de l'expliquer. L'une de ces légendes évoque la jument Ajuz, laquelle faisait partie d'un groupe de cent chevaux donnés par Allah à Ismaël. Celui-ci décide de les mettre à l'épreuve, testant notamment leur résistance et leur obéissance. Il les prive d'eau pendant une semaine, puis les lâche près de la mer. Ajuz est la seule à ne pas se précipiter vers l'étendue maritime, et reste sur la plage.
C'est alors qu'Hoshaba, un grand étalon, sort de l'eau, se dirige vers elle et la saillit. Le cheval issu de cette union sera nommé Kehilan Ajuz. Il est fondateur d'une des lignées des chevaux arabes à laquelle il a donné son nom.